# 北川自動車工業
北川自動車工業株式会社（きたがわじどうしゃこうぎょう）は、過去に存在した日本のオートバイメーカーである。

## 解説
1948年に前身となる北川商店が静岡県浜松市元城町で創業した。1950年5月31日に北川自動車工業株式会社として設立される。本社を同市の中島町480番地に、製造工場を同市中沢町に置いた。営業拠点として、港区芝田村町2-12に東京営業所を名古屋営業所を設置して販売を行っていた。
1951年11月にはポートリーロビン号を製造している。1955年には軽二輪「ライナー号TW型」「モーターバイク・ライナークラウン」を発表した。業績が悪化した1959年には、ヤマハ発動機の資本傘下となり、独立メーカーとしての活動を停止した。後に再編されたヤマハ車体工業を経て（1993年4月に本社と合併して旧・ヤマハ発動機早出工場）となった。

## 製造モデル
- ポートリーロビン号
- ポートリーライナー号
- ライナーTW型
- ライナーTWⅡ型
- ライナークラウン